# Thaise varkensneusvleermuis
De Thaise varkensneusvleermuis of hommelvleermuis (Craseonycteris thonglongyai) is de kleinste vleermuissoort en een van de kleinste zoogdieren op aarde. De soort werd pas in 1973 ontdekt. Het is het enige bekende lid van de familie Craseonycteridae en waarschijnlijk het nauwste verwant aan de klapneusvleermuizen (Rhinopomatidae).
De vleermuis weegt slechts twee gram en wordt slechts 29 tot 33 millimeter lang. De voorarmlengte bedraagt 22 tot 26 millimeter. De schedel is slechts elf millimeter lang, en daarmee de kleinst bekende zoogdierschedel. De vacht is bruin tot roodachtig grijs aan de bovenzijde met een blekere onderzijde. De vleugels zijn donkerder dan de rest van het lichaam en vrij lang en breed. Hij dankt zijn naam aan de op een varkenssnuit lijkende neus. De oren zijn opvallend groot. De keel is bij de mannetjes gezwollen.
De Thaise varkensneusvleermuis jaagt in de lucht op insecten als kleine kevertjes en op kleine spinnen. Een half uur tot vijfenveertig minuten na zonsondergang komt hij uit zijn roestplaats om te jagen. Hij vliegt een tweede keer uit vlak voor zonsopgang. Hij jaagt met echolocatie in een straal van ongeveer een kilometer van zijn grot en voedt zich in open gebieden vlak bij de toppen van bomen en bamboe. Hij vangt zijn prooien in de lucht, maar plukt ze ook van bladeren af.
De vleermuizen verblijven overdag in kleine groepjes van rond de vijftien dieren in kleine grotten nabij water. Ze zitten in de warmere delen van de grot, in de bovenkamers. Meestal bevinden ze zich zo ver mogelijk van de ingang af, waar nog net genoeg ruimte is voor de groep om niet te dicht op elkaar te zitten.
De Thaise varkensneusvleermuis leeft alleen rondom het Nationaal Park Sai Yok in Changwat Kanchanaburi, West-Thailand en in Noord-Myanmar. Dit park bevindt zich in een karstgebied en is rijk aan grotten. Ook groeien hier enorme bamboebossen en droog loofbos. Enkele teakplantages bevinden zich in de buurt. De soort is enigszins bedreigd, met de status gevoelig op de Rode Lijst van de IUCN. Bedreigingen vormen het toerisme wat leidt tot verstoring van het leefgebied en mijnbouwactiviteiten. De IUCN beveelt aan de grotten die als roestplaatsen dienen te beschermen en voorlichting te geven aan monniken, die deze gebruiken om wierook te branden. Ook zijn er zorgen over toerisme naar de grotten en het verzamelen van mest.
De Thaise varkensneusvleermuis werd in 1973 ontdekt door de Thaise bioloog Kitti Thonglongya, die enkele exemplaren naar zijn Britse collega John Edward Hill zond. Kitti Thonglongya stierf plotseling in februari 1974, en Hill vernoemde het dier naar hem.
Vleerhonden · Kitti's varkensneusvleermuis · Klapneusvleermuizen · Reuzenoorvleermuizen · Hoefijzerneuzen · Bladneusvleermuizen van de Oude Wereld · Spleetneusvleermuizen · Schedestaartvleermuizen · Nieuw-Zeelandse vleermuizen · Hechtschijfvleermuizen · Furievleermuizen · Hazenlipvleermuizen · Plooilipvleermuizen · Bladneusvleermuizen van de Nieuwe Wereld · Trechteroorvleermuizen · Zuigschijfvleermuizen · Bulvleermuizen · Miniopteridae · Gladneuzen